# Evan A. Lottman
Evan A. Lottman (* 20. März 1931 in Bronx, New York City; † 25. September 2001 in Manhattan, New York City) war ein US-amerikanischer Filmeditor.

## Leben
Nachdem Lottman sein Studium am Kenyon College in Ohio in Englisch abgeschlossen hatte, leistete er seinen Militärdienst in der United States Army als Kameramann ab. Anschließend studierte er an der USC Film School und begann seine Karriere als Schnittmeister im Fernsehen, wo er Dokumentationen schnitt. Mit dem Filmdrama Puzzle of a Downfall Child und der Krimikomödie The Man from O.R.G.Y. debütierte Lottman 1970 als Schnittmeister im Spielfilmbereich. Bereits 1973 konnte er mit einer Oscarnominierung für den Besten Schnitt die renommierteste Auszeichnung seiner Karriere erhalten. Bis zu seinem Karriereende 1994 schnitt er noch Filme wie Sophies Entscheidung, Aus Mangel an Beweisen und Der Reporter.
Am 25. September 2001 verstarb Evan A. Lottman nach langer Krankheit an Speiseröhrenkrebs.

## Filmografie (Auswahl)
- 1970: Puzzle of a Downfall Child
- 1970: The Man from O.R.G.Y.
- 1971: Panik im Needle Park (The Panic in Needle Park)
- 1972: Die Wirkung von Gammastrahlen auf Ringelblumen (The Effect of Gamma Rays on Man-in-the-Moon Marigolds)
- 1973: Asphalt-Blüten (Scarecrow)
- 1973: Der Exorzist (The Exorcist)
- 1976: Catch Ferrari (Sweet Revenge)
- 1978: Alptraum hinter Gittern (On the Yard)
- 1979: Apocalypse Now (zusätzlicher Schnitt und Statistenrolle als Soldat)
- 1979: Die Verführung des Joe Tynan (The Seduction of Joe Tynan)
- 1980: On the Road Again (Honeysuckle Rose)
- 1980: Der Pilot (The Pilot)
- 1981: Das Rollover-Komplott (Rollover)
- 1982: Sophies Entscheidung (Sophie's Choice)
- 1984: Die Muppets erobern Manhattan (The Muppets Take Manhattan)
- 1985: Der Protektor (The Protector)
- 1986: Rhea M – Es begann ohne Warnung (Maximum Overdrive)
- 1988: Tote Engel lügen nicht (Gotham)
- 1989: Zweites Glück (See You in the Morning)
- 1990: Aus Mangel an Beweisen (Presumed Innocent)
- 1992: Auf der Sonnenseite des Lebens (Missing Pieces)
- 1992: Der Reporter (The Public Eye)
- 1993: Jenseits der Unschuld (Guilty as Sin)
- 1994: Der Ruf des Todes (Reunion)

## Auszeichnungen
Oscar
- 1974: Nominierung für den Besten Schnitt von Der Exorzist